# Val Sinestra
Val Sinestra är en dal i Schweiz. Den ligger i kantonen Graubünden, i den östra delen av landet.
I Val Sinestra växer i huvudsak barrskog. Dalgången avvattnas av floden La Brancla.

## Källor

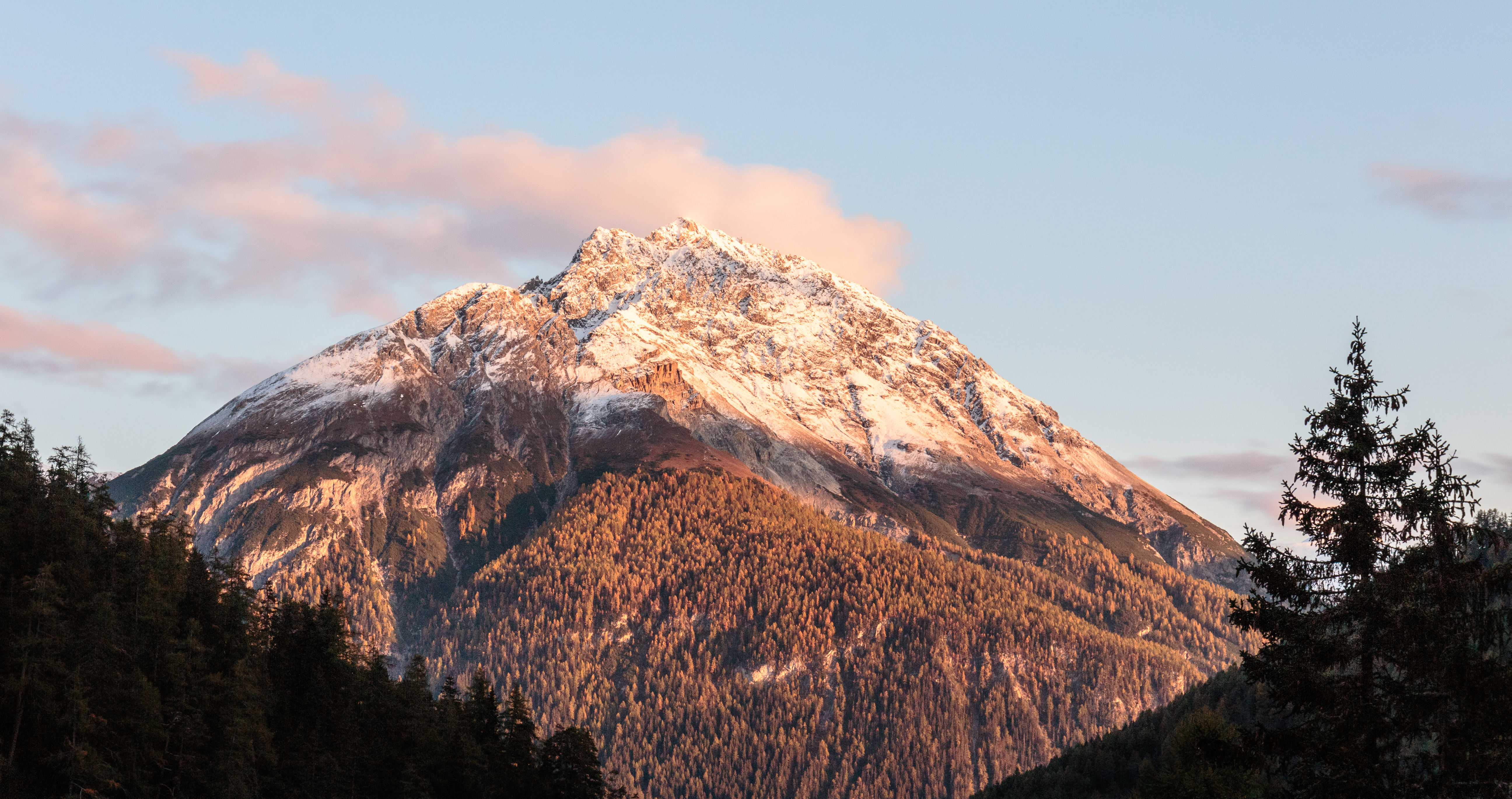
View from Val Sinestra.